# Латински валутен съюз
Латинският валутен съюз (на френски: L’Union monétaire latine; на английски: The Latin Monetary Union (LMU); на немски: Lateinische Münzunion; на гръцки: Λατινική Νομισματική Ένωση; на испански: Unión Monetaria Latina; на италиански: Unione monetaria latina), срещан и като Латински монетарен съюз или Латински паричен съюз е споразумение от 60-те години на XIX век за координиране на валутната политика на няколко европейски страни и обединяване на валутите им в обща валута, която да се използва във всички страни-участнички в обединението.

## История
Валутният съюз е създаден по инициатива на Франция на 23 декември 1865 г. между Франция, Белгия, Италия и Швейцария, които се споразумяват да съгласуват своите валути към биметален стандарт с фиксирано съотношение между злато и сребро (4,5 г. сребро, 0,290322 г. злато – съотношение 15,5 към 1). Договорът е насочен към постигане на единство в пускането в паричния оборот на монети, които да са взаимно признати от националните министерства на финансите на страните-членки по договора като законно платежно средство. Споразумението влиза в сила през 1866 г.
По-късно към Валутния съюз се присъединяват Испания и Гърция (1868), Румъния, Австро-Унгария, България, Чили, Сърбия, Черна гора, Сан Марино и Папската държава (1889), а през 1904 г. – и т.нар. Датска Западна Индия (датските колонии на Малките Антилски острови, в Карибско море) приемат този стандарт, макар тя официално да не се присъединява към Съюза.
Във връзка с изменението на съотношението на стойността на златото към среброто и по-широкото използване на банкноти като средство за разплащане през 1920-те години, както и в резултат на политическата нестабилност в началото на ХХ век, а особено след края на Първата световна война (ознаменуван със сключването на Версайската система от договори) споразумението се разхлабва и към 1 януари 1927 г. се прекратява.